# Roulado Football Club
Le Roulado Football Club est un club haïtien de football basé à La Gonâve.

## Palmarès
- Championnat d'Haïti :
  - Vainqueur en 2002 (O) et 2003 (C)